# Arjun Rampal
Pour les articles homonymes, voir Rampal.
Arjun Rampal (en hindi: अर्जुन रामपाल ) est un acteur indien né le 26 novembre 1972 à Jabalpur dans le Madhya Pradesh. Il débute dans le film Pyaar Ishq Aur Mohabbat en 2001, et a deux succès commerciaux majeurs à son actif, la comédie romantique Rock On!! et le drame Rajneeti.

## Vie personnelle
Arjun Rampal est né à Jabalpur dans l'État du Madhya Pradesh, en Inde, le 26 novembre 1972, ses origines sont punjabies. Le nom de son père est Amarjeet Rampal et le nom de sa mère est Gwendoline Rampal, ils ont divorcé lorsqu'il était très jeune et fut élevé par sa mère. Arjun étudie avec sa sœur au lycée international Kodaikanal qui se situe à Palani Hill dans le Tamil Nadu, puis il intègre l'université Hindu à New Delhi. Arjun est le cousin de l'actrice Kim Sharma.
En 1998, Arjun épouse le mannequin Mehr Jesia Rampal avec qui il a deux filles, Mahikaa né le 17 janvier 2002 et Myra née en juin 2005. Le 28 mai 2018, le couple a annoncé sa séparation dans une déclaration commune après 20 ans de mariage.
Arjun est en couple avec Gabriella Demetriades. Le 23 avril 2019, Gabriella a annoncé sa grossesse avec son partenaire Arjun Rampal via un message Instagram. Demetriades a donné naissance à un garçon Arik Rampal en juillet 2019.

## Carrière

### Débuts (2001-2005)
Arjun Rampal commence sa carrière en tant que mannequin. Mais il a l'âme d'un acteur et décide d'arrêter le mannequinat pour tenter sa chance dans Bollywood, sa réelle passion. 
Il met 4 ans pour réussir à faire un premier film ; après deux tentatives non satisfaisantes, Arjun touche au succès tant attendu avec son troisième film Pyaar Ishq Aur Mohabbat, puis avec le film Gaurav. À présent Arjun est l'un des grands de Bollywood et sa carrière est très prometteuse. 
Sa popularité s'est considérablement accrue grâce aux films Dil Ka Rishta (avec Aishwarya Rai) et Vaada (avec Zayed Khan et Amisha Patel).
Il rejoint en 2004, Shahrukh Khan, Rani Mukerji, Saif Ali Khan, Preity Zinta et Priyanka Chopra dans le Temptation 2004 Concert, grand show au succès international reprenant les chansons les plus populaires de Bollywood.

### Percée (2006-2007)
En 2006 Arjun tourne dans le film Humko Tumse Pyaar Hait où il donne la réplique à Bobby Deol et Ameesha Patel. Malgré la contre-performance commerciale, la qualité et la sincérité de son jeu sont appréciés par les critiques.
La même année, Arjun tourne dans le film Don - The Chase Begins Again ou il partage la vedette avec la superstar Shahrukh Khan et Priyanka Chopra. Le film est un succès retentissant au box-office.
L'année suivante, Arjun Rampal retrouve de nouveau Shahrukh Khan dans le film Om Shanti Om où il interprète de nouveau un personnage négatif, le film est un succès au box-office.

### Succès (2008-présent)

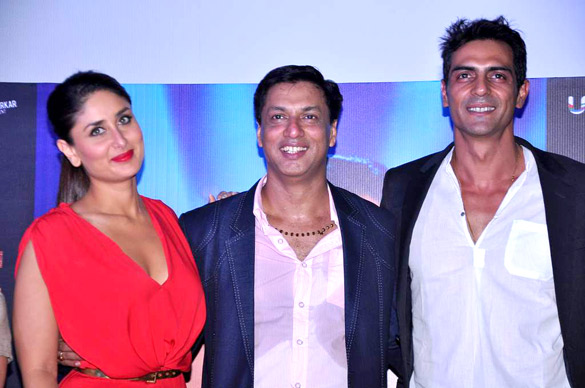
Kareena Kapoor, Madhur Bhandarkar et Arjun Rampal à la première de la bande annonce du film Héroïne le 26 juillet 2012

En 2008 vient le véritable succès avec Rock On!!. Dans ce film dramatique réalisé par Abhishek Kapoor, il interprète un guitariste dans un groupe de rock qui finit par se séparer à cause des rivalités internes. Plus gros succès commercial de l'année en Inde, ce film permet en outre à Arjun Rampal de recevoir son premier Filmfare Awards et National Awards du meilleur second rôle masculin.
La fortune continue à sourire à l'acteur puisqu'en 2010 il est à l'affiche de la comédie Housefull qui est un succès, puis dans Raajneeti qui se hisse à la troisième place du box-office. Réalisé par Prakash Jha, ce film politique, réunit les stars Ajay Devgan et Katrina Kaif. Le film a reçu plusieurs nominations au Filmfare Awards dont celui du meilleur second rôle masculin pour Arjun Rampal.
Toujours la même année Arjun donne pour la première fois la réplique à Kajol et Kareena Kapoor dans le film We Are Family, de nouveau un succès commercial.
En 2011, Arjun tourne dans le film de science-fiction Ra.One, il interprète un personnage négatif. Le film est un succès commercial et critique, Arjun fut acclamé par la critique son personnage qui ne devait être qu'un second rôle va véritablement voler la vedette à Shahrukh Khan.
L'année suivante, Arjun partage l'affiche avec Kareena Kapoor dans le film Héroïne, suivra le succès mitigé Chakravyuh ou Arjun Rampal interprète le rôle d'un policier en prise avec la montée maoïste.
2013 voit la sortie du film Inkaar qui traite du harcèlement sexuel, Arun Rampal offre une interprétation exceptionnelle dans le rôle de Rahul, il allie souffrance, amour et détresse, et a su maintenant s’élever à un autre niveau dans son jeu d'acteur[réf. nécessaire].

## Filmographie
- 2001 : Pyaar Ishq Aur Mohabbat, de Rajiv Rai
- 2001 : Deewaanapan de Ashu Trikha
- 2001 : Moksha: Salvation de Ashok Mehta
- 2002 : Aankhen, de Vipul Amrutlal Shah
- 2002 : Dil Hai Tumhaara, de Kundan Shah
- 2003 : Dil Ka Rishta, de Naresh Malhotra
- 2003 : Tehzeeb de Khalid Mohamed
- 2004 : Asambhav, de Rajiv Rai
- 2005 : Vaada de Satish Kaushik
- 2005 : Elaan de Vikram Bhatt
- 2005 : Yakeen, de Girish Dhamija
- 2005 : Ek Ajnabee, de Apoorva Lakhia
- 2006 : Humko Tumse Pyaar Hai, de Bunty Soorma
- 2006 : Darna Zaroori Hai
- 2006 : Don : La Chasse à l'homme de Farhan Akhtar
- 2006 : I See You, de Vivek Agrawal
- 2006 : Kabhi Alvida Naa Kehna de Karan Johar
- 2007 : Om Shanti Om, de Farah Khan
- 2008 : The Last Lear de Rituparno Ghosh
- 2008 : EMI de Saurabh Kabra
- 2008 : Rock On!! d'Abhishek Kapoor
- 2009 : Meridian Lines de Venod Mitra
- 2009 : Fox de Deepak Tijori
- 2010 : We Are Family de Siddharth Malhotra
- 2010 : Housefull de Sajid Khan
- 2010 : Raajneeti de Prakash Jha
- 2011 : Familywala
- 2011 : Ra.One
- 2012 : Héroïne
- 2012 : Chakravyuh
- 2013 : Inkaar
- 2013 : D-Day de Nikhil Advani
- 2013 : Satyagraha de Prakash Jha
- 2015 : Roy de Vikramjit Singh
- 2016 : Rock On 2 de Shujaat Saudagar
- 2016 : Kahaani 2: Durga Rani Singh de Sujoy Ghosh
- 2017 : Daddy de Ashim Ahluwalia
- 2018 : Paltan de J. P. Dutta
- 2021 : Nail Polish de Bugs Bhargava Krishna
- 2021 : The Rapist de Aparna Sen
- 2022 : Dhaakad de Razneesh Ghai
- 2023 : Bhagavanth Kesari de Anil Ravipudi
- 2024 : Crakk de Aditya Datt

## Récompenses
- National Film Awards
  - 2010 : Meilleur second rôle pour Rock On!!
- Filmfare Awards
  - 2009 : Meilleur second rôle pour Rock On!!
- IIFA Awards
  - 2002 : Prix spécial du visage de l'année
  - 2009 : Meilleur second rôle pour Rock On!!
  - 2011 : Meilleur second rôle pour Raajneeti
- Star Screen Awards
  - 2002 : Meilleur espoir masculin pour Pyaar Ishq Aur Mohabbat, Deewaanapan et Moksha: Salvation
  - 2009 : Meilleur second rôle pour Rock On!!
- Zee Cine Awards
  - 2008 : Meilleur acteur dans un rôle négatif pour Om Shanti Om
  - 2011 : Meilleur second rôle pour Raajneeti